# Albéric Clément
Albéric Clément (ca. 1165 - Akko, 3 juli 1191) was heer van Le Mez en onder Filips II Augustus de eerste maarschalk van Frankrijk.

## Leven
Albéric was de oudste van de zes kinderen van Robert III Clément (- 1181), die eerst stadhouder onder koning Lodewijk VII van Frankrijk en vanaf 1180 als voogd ook raadsman en minister van koning Filips II van Frankrijk was. Hij groeide op in het kasteel van de familie in de buurt van Dordives in de regio Gâtinais.
Filips II creëerde in 1190 de nieuwe rang van maarschalk voor Albéric Clément en stelde hem aan tot eerste maarschalk van Frankrijk. Albéric trok samen met Filips II op kruistocht. Tijdens een stormaanval op Akko - waarbij het de zogenaamde "Vervloekte Toren" beklom - stond hij tegen een overmacht aan tegenstanders en stierf op 3 juli 1191. Zijn wapenrusting werd door een Saraceen buitgemaakt, die kort daarop deze dragend door Richard Leeuwenhart werd opgemerkt en door Richard persoonlijk met een schot van een ballista werd gedood.

## Familie
Zijn broer, Henri I Clément, zou in 1204 worden aangesteld als maarschalk van Frankrijk, de tweede van de vier maarschalken uit de familie Clément du Mez.

## Referentie
- Dit artikel of een eerdere versie ervan is een (gedeeltelijke) vertaling van het artikel Albéric Clément op de Duitstalige Wikipedia, dat onder de licentie Creative Commons Naamsvermelding/Gelijk delen valt. Zie de bewerkingsgeschiedenis aldaar.